# Corinthian-Casuals Football Club
O Corinthian-Casuals Football Club é um clube de futebol inglês, situado na Grande Londres. Surgiu a partir da fusão do Corinthian Football Club e do Casuals.

## Títulos
| NACIONAIS          | NACIONAIS                             | NACIONAIS | NACIONAIS        |
|                    | Competição                            | Títulos   | Temporadas       |
| ------------------ | ------------------------------------- | --------- | ---------------- |
|                    | London Spartan League senior Division | 1         | 1985–86          |
|                    | Surrey Senior Cup                     | 2         | 1953–54, 2010–11 |
|                    | Spartan League Cup                    | 1         | 1994–95          |
|                    | Victory Cup                           | 1         | 1966–67          |
| Torneios Amistosos |                                       |           |                  |
|                    | Competição                            | Títulos   | Temporadas       |
|                    | Torneio John Mills                    | 1         | 2015             |
|                    | Troféu Sócrates                       | 1         | 2015             |

## A volta ao Brasil
Em 1988, o Corinthian-Casuals voltou ao Brasil após quase um século da primeira vez que esteve no país para disputar um amistoso contra o seu "filho", o Corinthians, que foi a campo com uma equipe de grandes ídolos de todos os tempos que contou, inclusive, com as presenças de Rivellino e Sócrates. Os brasileiros venceram por 1 a 0, com gol de Sócrates. A pedido dos ingleses, Sócrates jogou cerca de 15 minutos na equipe do Corinthian-Casuals. Em 2015, o Corinthian-Casuals retorna mais uma vez ao Brasil, onde fez novamente um amistoso contra o Corinthians, desta vez na Arena Corinthians, e novamente perderam, desta vez por 3 a 0. Na ocasião, Danilo repetiu o gesto de Sócrates e jogou pelo Casuals por alguns minutos.